# Thiên hà trống rỗng

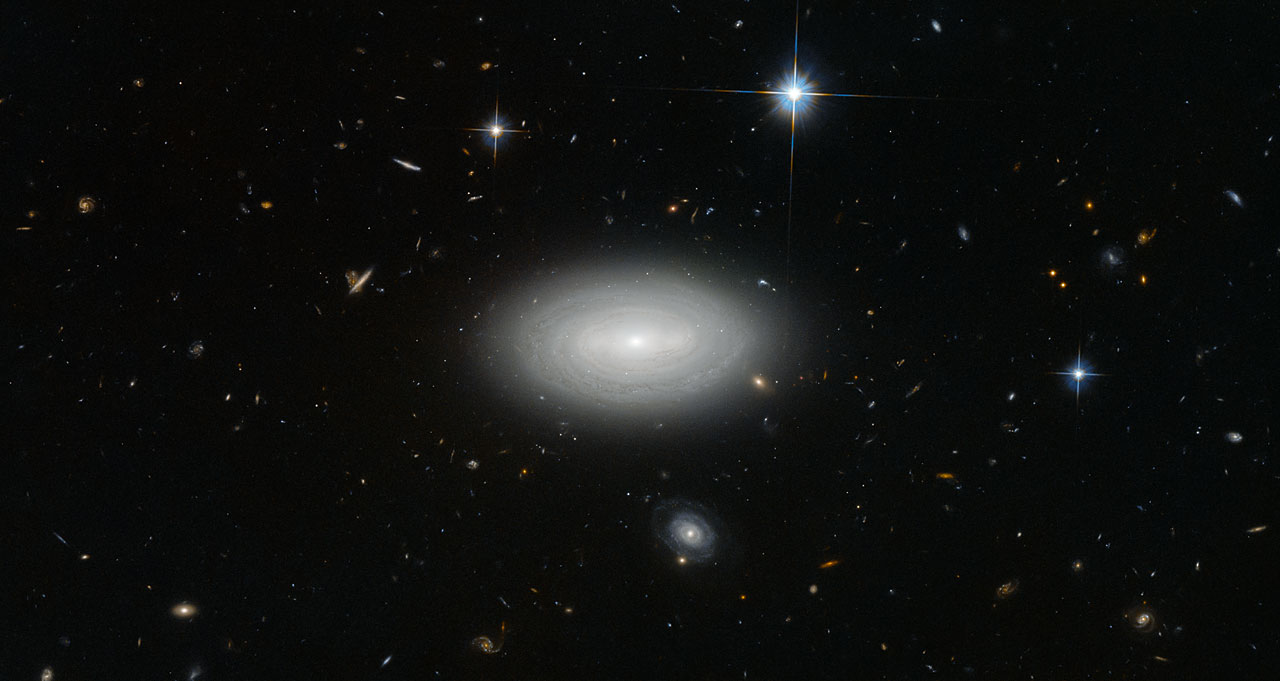
MCG+01-02-015 là một thiên hà trống. Thiên hà bị cô lập đến mức nếu Dải Ngân hà được định vị theo cùng một cách, con người sẽ không biết đến sự tồn tại của các thiên hà khác cho đến những năm 1960.

Thiên hà trống rỗng (tiếng Anh: Void galaxies) là các thiên hà tồn tại trong các khoảng trống vũ trụ. Rất ít thiên hà tồn tại trong các khoảng trống vũ trụ; hầu hết các thiên hà tồn tại trong các tấm, tường và các sợi bao quanh các khoảng trống vũ trụ nhỏ và khoảng trống vũ trụ lớn. Nhiều thiên hà trống được kết nối với nhau thông qua các sợi rỗng hoặc gân thiên hà, các sợi thiên hà thưa thớt thông thường bao quanh các lỗ rỗng. Những sợi này thường căng hơn so với các nhóm sợi thông thường của chúng do thiếu ảnh hưởng của các sợi xung quanh. Những sợi này thậm chí có thể đủ nhiều để tạo thành các nhóm quần tụ thiên hà. Bản thân các thiên hà trống được cho là đại diện cho các thiên hà nguyên sơ về sự tiến hóa của thiên hà, có ít hàng xóm và có khả năng hình thành từ khí liên ngân hà thuần túy.

## Danh sách thiên hà trống rỗng
| Thiên hà                    | Khoảng trống            | Sợi | Chú thích                  | Bình luận               |
| --------------------------- | ----------------------- | --- | -------------------------- | ----------------------- |
| PC 1357+4641                | Khoảng trống Boötes     |     | [ 9 ]                      | Emission-line Galaxy    |
| IRAS 14288+5255             | Khoảng trống Boötes     |     | [ 9 ]                      | Nguồn tia X AGN         |
| G 1432+5302                 | Khoảng trống Boötes     |     | [ 10 ]                     | Thiên hà bùng nổ sao    |
| G 1458+4944                 | Khoảng trống Boötes     |     | [ 10 ]                     | thiên hà LINER          |
| G 1507+4554                 | Khoảng trống Boötes     |     | [ 10 ]                     | Thiên hà bùng nổ sao    |
| G 1510+4727A & G 1510+4727B | Khoảng trống Boötes     |     | [ 10 ]                     | Cặp thiên hà Tương tác  |
| BHI 1514+3819               | Khoảng trống Boötes     |     | [ 9 ]                      |                         |
| FSS 1515+3823               | Khoảng trống Boötes     |     | [ 9 ]                      |                         |
| G 1517+3949                 | Khoảng trống Boötes     |     | [ 10 ]                     | Thiên hà bùng nổ sao    |
| G 1517+3956A & G 1517+3956B | Khoảng trống Boötes     |     | [ 10 ]                     | Cặp thiên hà Tương tác  |
| IRAS 15195+5050             | Khoảng trống Boötes     |     | [ 9 ]                      | Nguồn tia X AGN         |
| Markarian 845               | Khoảng trống Boötes     |     | [ 9 ]                      | Seyfert 1 (Nguồn tia X) |
| CG 547                      | Khoảng trống Boötes     |     | [ 9 ]                      | Emission-line Galaxy    |
| CG 637                      | Khoảng trống Boötes     |     | [ 9 ]                      | Emission-line Galaxy    |
| CG 922                      | Khoảng trống Boötes     |     | [ 9 ]                      | Emission-line Galaxy    |
| MCG+01-02-015               |                         |     | [ 1 ] [ 11 ] [ 12 ] [ 13 ] | LEDA 1852 (Pisces)      |
| Pisces A                    | Khoảng trống Địa phương |     | [ 14 ]                     |                         |
| Pisces B                    | Khoảng trống Địa phương |     | [ 14 ]                     |                         |
| NGC 7077                    | Khoảng trống Địa phương |     | [ 15 ]                     |                         |